# بياض (كرمان)
بیاض (بالفارسية: بیاض) هي قرية تقع في إيران في قسم بیاض الريفي. يقدر عدد سكانها بـ 3,403 نسمة .